# Cercle aérien

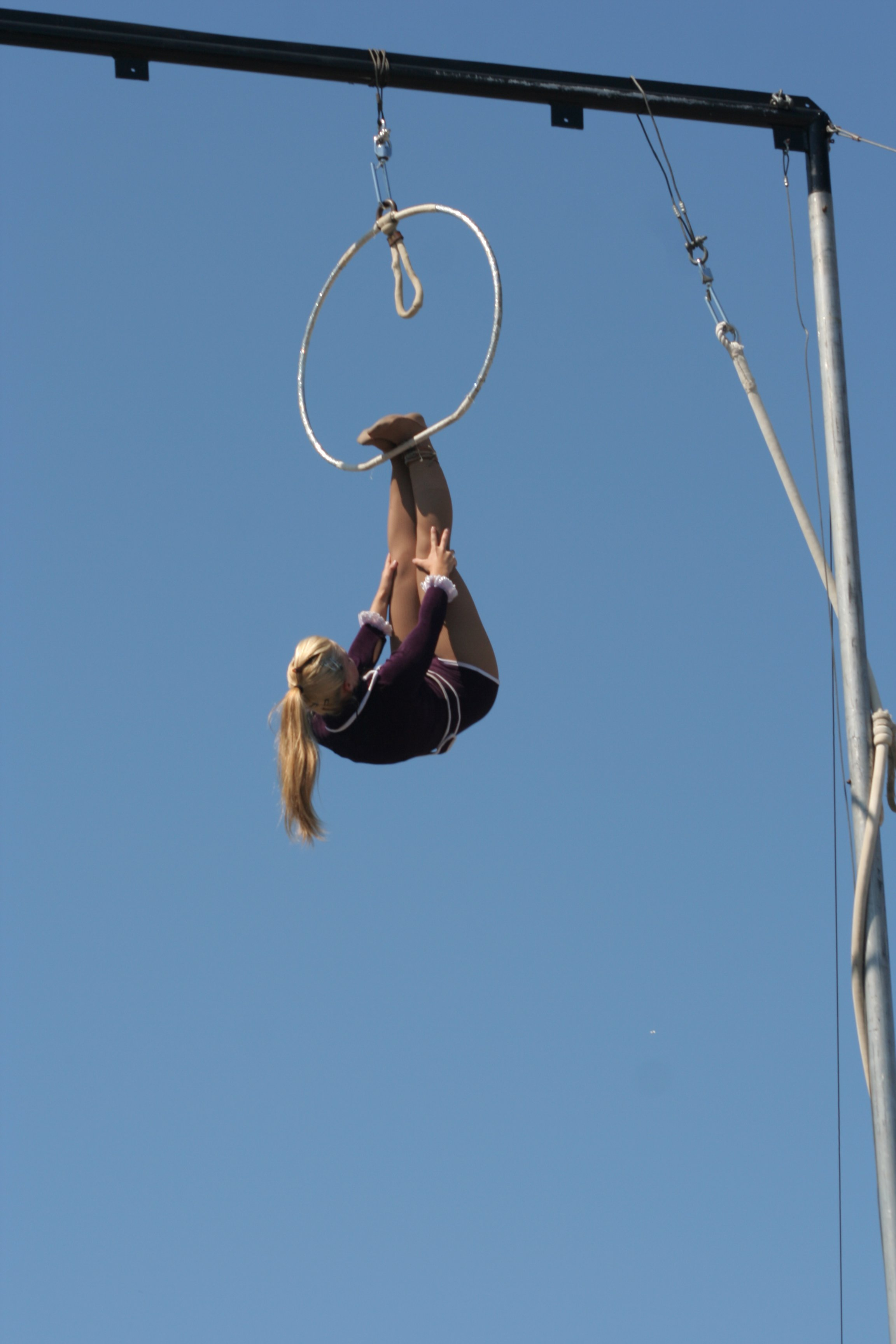
Cercle aérien en solo.

Le cercle aérien ou cerceau aérien est un agrès et une discipline du cirque. Il consiste à effectuer des figures dans un cerceau de la taille de son choix accroché par des anneaux, des cordes, ou encore une chaînette de rondelle de fer au plafond.

## Description
Il y a quatre façon d'utiliser le cercle aérien :
- en un point plus émerillons pour tourner avec le cercle ;
- en deux points plus émerillons pour tourner avec le cercle ;
- en deux points sans émerillons de façon a ne pas tourner ;
- en deux points looping généralement utilisé en duo.

C'est une discipline qui demande beaucoup de concentration. On peut effectuer des numéros en solo ou même en duo.
Le cercle est généralement accompagné d'un staff pour accrocher sa cheville ou son poignet. 